# Ketelwagen

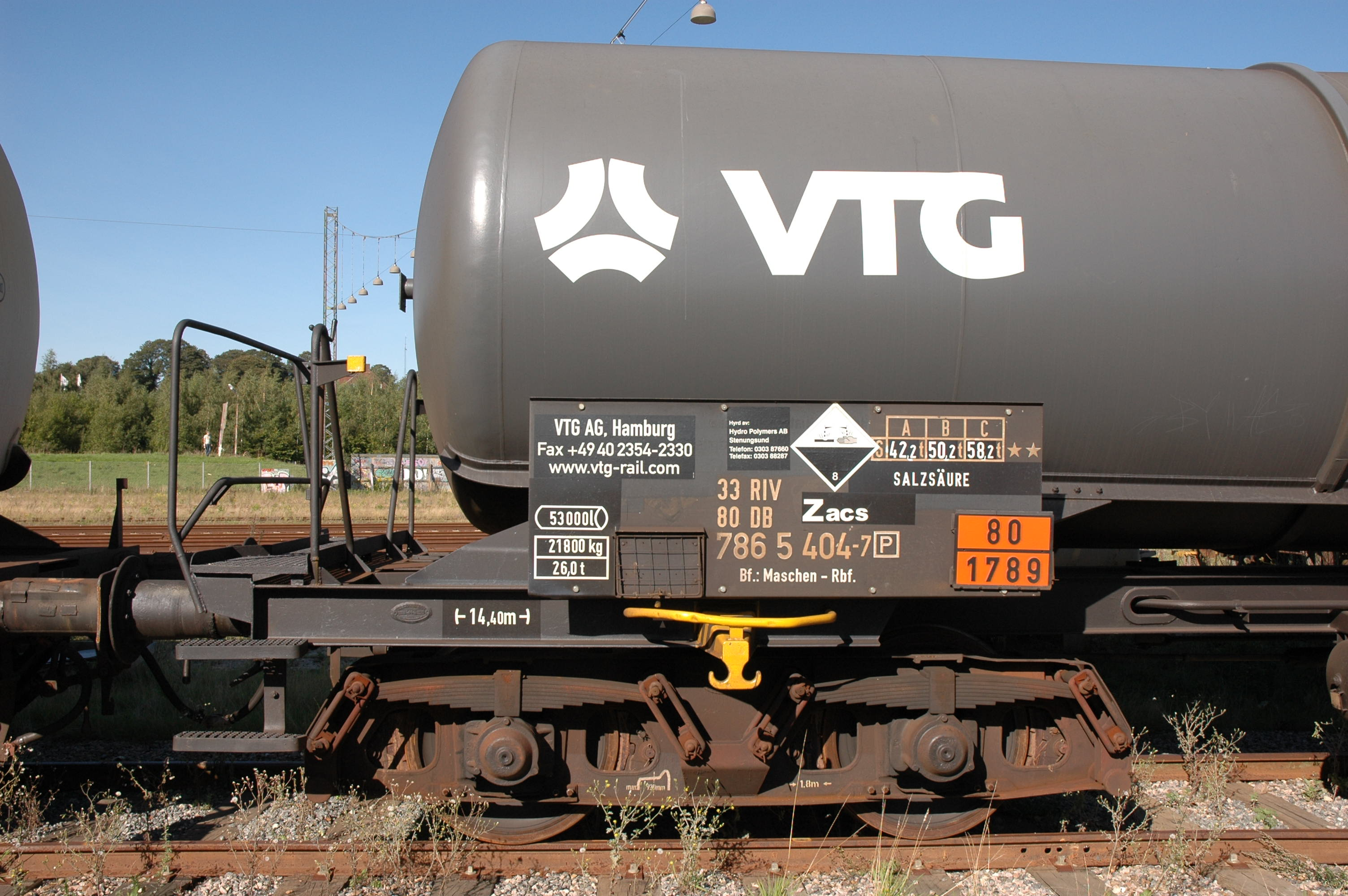
Duitse ketelwagen

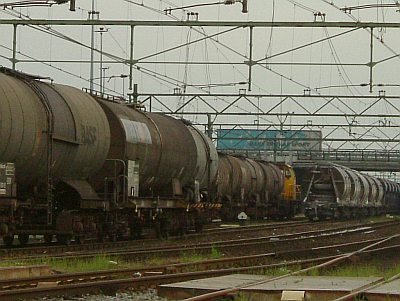
Een trein met ketelwagens

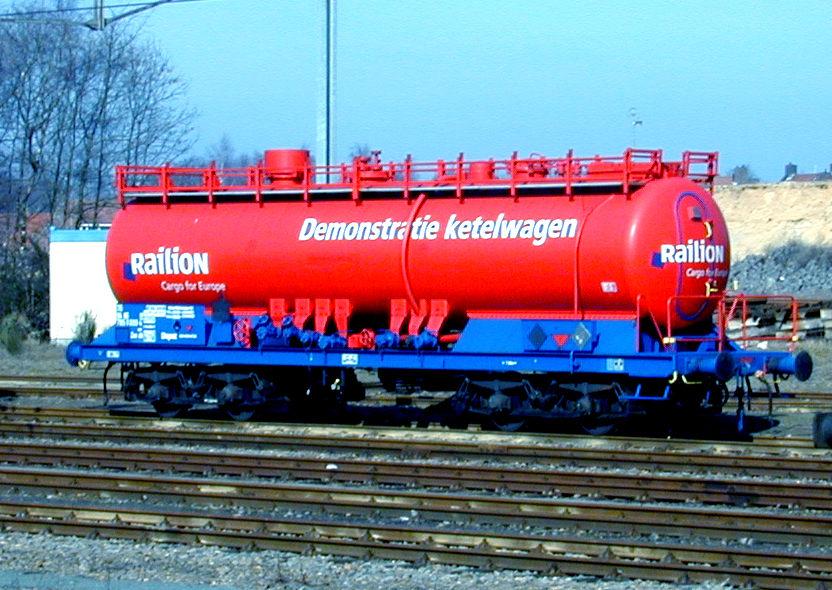
Demonstratie ketelwagen van DB Schenker Rail

Een ketelwagen of tankwagon is een goederenwagon die geschikt is voor het vervoer van vloeibare producten. Daartoe is op de wagon een ketel of drukvat gemonteerd. 
Ketelwagens worden gewoonlijk gebruikt voor het vervoer van aardolie en aardolieproducten. Daarnaast worden chemicaliën, zoals natronloog, met ketelwagens vervoerd. 
Naast vloeistoffen worden ook vloeibaar gemaakte gassen, waaronder propaan en chloor, in ketelwagens vervoerd. De chloorwagons kenden een werkdruk van 15 bar en hadden een laadvermogen van 52 ton. Ketelwagens voor lpg hebben een volume van 110 m3 en een laadvermogen van 55 ton.
Ketelwagens bestaan, in eenvoudige vorm, al sinds het begin van de 20e eeuw.
Een demonstratieketelwagen is een ketelwagen die voorzien is van een instructielokaal en de meest voorkomende afsluiters van de diverse ketelwagens. Hiermee worden instructies gegeven aan het bedienend personeel.